# Derek Raivio
Derek Raivio (* 9. November 1984 in Antwerpen, Belgien) ist ein ehemaliger US-amerikanischer Basketballspieler, der auch drei Spielzeiten in der deutschen Basketball-Bundesliga sowie in weiteren Ligen in Europa spielte.

## Karriere
Raivios Vater Rick war Berufsbasketballspieler in Europa, Derek ging zunächst in Frankreich zur Schule, ehe die Familie 1992 in die Vereinigten Staaten zurückging.
Der 1,86 m große und 80 kg schwere Point Guard spielte während seines Studiums im US-Bundesstaat Washington für die Collegemannschaft Bulldogs der Gonzaga University in der NCAA Division I. In seinem Abschlussjahr 2007 wurde er zum Sportler des Jahres seiner Hochschule gewählt. Nach seiner Collegezeit wechselte er nach Deutschland zum damaligen Pokalsieger RheinEnergie Köln. Nach einem ersten Insolvenzantrag Anfang 2008 des Kölner Vereins wechselte Raivio zur neuen Saison zum Ligakonkurrenten TBB Trier, wo er die folgenden beiden Spielzeiten spielte. Nach der Verpflichtung von Henrik Rödl als Trainer zur Saison 2010/11 spielte Raivio in dem neuen Konzept und den Planungen des Trierer Vereins keine Rolle mehr.
Daraufhin kehrte er in die Vereinigten Staaten zurück und erhielt zur Saison 2010/2011 einen Vertrag bei Erie BayHawks in der amerikanischen D-League. 2011 wechselte er innerhalb der Liga von den BayHawks zu den Fort Wayne Mad Ants.
Seine Stärken waren sein Freiwurf mit hochprozentiger Trefferquote, der während seiner Collegezeit und in der Basketball-Bundesliga immer um die 90 % lag, sowie ein guter Dreipunktewurf, der in der BBL zwischen 36 % und 42 % lag. Raivio wurde 2009 zum BBL All-Star Game in die Süd-Auswahl berufen und belegte 2010 beim Drei-Punkt-Wettbewerb am All-Star-Wochenende den dritten Platz.
Später spielte Raivio in Japan sowie in europäischen Ländern, darunter Belgien, Tschechien, Frankreich und Portugal. Nach dem Ende des Spieljahres 2016/17 beendete er seine Basketballlaufbahn und wurde in den Vereinigten Staaten im Bereich Medizintechnik beruflich tätig.